# Шелбі (округ, Міссурі)
Шаблон:StateAbbr_ 39°47′ пн. ш. 92°04′ зх. д. / 39.79° пн. ш. 92.07° зх. д.
Округ Шелбі (англ. Shelby County) — округ (графство) у штаті Міссурі, США. Ідентифікатор округу 29205.

## Історія
Округ утворений 1835 року.

## Демографія
За даними перепису
2000 року
загальне населення округу становило 6799 осіб, усе сільське.
Серед мешканців округу чоловіків було 3250, а жінок — 3549. В окрузі було 2745 домогосподарств, 1848 родин, які мешкали в 3245 будинках.
Середній розмір родини становив 2,98.
Віковий розподіл населення поданий у таблиці:
| Стать    | До 15 років | 15-21 | 22-29 | 30-39 | 40-49 | 50-65 | 65-85 | Понад 85 |
| -------- | ----------- | ----- | ----- | ----- | ----- | ----- | ----- | -------- |
| Чоловіки | 660         | 357   | 240   | 420   | 525   | 541   | 431   | 76       |
| Жінки    | 688         | 340   | 258   | 393   | 471   | 566   | 634   | 199      |

## Суміжні округи
- Нокс — північ
- Люїс — північний схід
- Меріон — схід
- Монро — південь
- Рендолф — південний захід
- Мейкон — захід

## Виноски
1. ↑  U.S. Decennial Census. United States Census Bureau. Архів оригіналу за 19 липня 2018. Процитовано 22 листопада 2014.
2. ↑  Historical Census Browser. University of Virginia Library. Архів оригіналу за 16 серпня 2012. Процитовано 22 листопада 2014.
3. ↑  Population of Counties by Decennial Census: 1900 to 1990. United States Census Bureau. Архів оригіналу за 3 грудня 2014. Процитовано 22 листопада 2014.
4. ↑  Census 2000 PHC-T-4. Ranking Tables for Counties: 1990 and 2000 (PDF). United States Census Bureau. Архів оригіналу (PDF) за 18 грудня 2014. Процитовано 22 листопада 2014.
5. ↑  State & County QuickFacts. United States Census Bureau. Архів оригіналу за 18 липня 2011. Процитовано 14 вересня 2013. [Архівовано 2011-06-07 у Wayback Machine.](англ.) Наведено за англійською вікіпедією.
6. ↑  American FactFinder. Бюро перепису населення США. Архів оригіналу за 26 лютого 2012. Процитовано 31 січня 2008. [Архівовано 2008-05-21 у Wayback Machine.]

| США | Це незавершена стаття з географії США. Ви можете допомогти проєкту, виправивши або дописавши її. |